# Country rap
Country rap (hick-hop, rural rap) – gatunek muzyczny będący pochodną country i hip-hopu. Powstał w latach 90. XX w. w Stanach Zjednoczonych.
Prawdopodobnie najbardziej znanym przedstawicielem tejże stylistyki jest amerykański raper Bubba Sparxxx. Inni wykonawcy tworzący country rap to m.in. Moonshine Bandits, Colton Brown, Jawga Boyz, Trick Daddy, Big Smo, 3 & 20, Demun Jones, Charlie Farley, Cap Bailey, Moccasin Creek, Twang & Round, Bottleneck, Redneck Social Club, I4NI, The Maverick Mikel Knight, Sarah Ross, J Rosevelt, Nappy Roots, Redneck Souljers oraz Cypress Spring, a w 2019 roku także Blanco Brown.